# Adolf Reidel
Adolf Reidel (* 3. Januar 1894 in Ingolstadt; † 1. Februar 1972 in Landsberg am Lech) war ein deutscher Maler und Kunsthändler.

## Leben und Werk
Adolf Reidel wurde als drittes Kind der Kaufleute Ludwig Reidel und Ehefrau Maria in Ingolstadt geboren. Bereits 1897 zog die Familie nach München. Schon in der Schulzeit wurde sein Interesse und Talent für Kunst und Gemälde gefördert und mündete als Volontär in der renommierten Galerie Helbing.
Den Ersten Weltkrieg erlebte Adolf Reidel als Soldat in Russland und Frankreich. Nach Kriegsende arbeitete er wieder bei der Galerie Helbing und war schon 1919 an der Sammlungs-Versteigerung Baron zu Rhein, Würzburg beteiligt. Mit dem Abschluss als Kaufmann und Antiquar war es ihm nun auch möglich, sich mehr, seiner Leidenschaft der Freilichtmalerei zu widmen.
Bis zur Heirat lebte Adolf Reidel bei seinen Eltern, die ein Kolonialwarengeschäft betrieben. Am 3. Dezember 1923 heiratet er seine Frau Anna, geborene Hörl aus München und sie wohnen nun bei den Schwiegereltern. Von 1924 bis zur Schließung 1937 war er als Geschäftsführer der Münchner Kunsthandlung „Brüder Lion“ tätig. Nebenberuflich wirkte er als Maler.
Am 5. Juli 1937 eröffnete Reidel selbst ein Geschäft in München Salvatorstraße 7, als Kunsthändler für Antiquitäten und Gemälde. Dabei nützten ihm seine Verbindungen durch die frühere Tätigkeit in der Galerie Helbing zu den Auktionshäusern Adolf Weinmüller und Julius Böhler. Bei Bombenangriffen auf München im Frühjahr 1944 wurde seine gesamte Existenz zerstört. Unzählige eigene Werke wurden ein Raub der Flammen und auch durch Löschwasser vernichtet, sodass nur bereits verkaufte Bilder im Privatbesitz den Krieg überstanden.
Mit Hilfe der Verwandtschaft seiner Frau als geborene Hörl erfolgte am 30. Juni 1944 eine Evakuierung nach Landsberg am Lech. Bereits vorher sind Geschäftskontakte mit dem Bürgermeister, Karl Linn einem Kunstförderer der Stadt Landsberg bekannt. Adolf Reidel wurde auch deshalb schnell im Vorderanger 228 und später in der Alten Bergstraße 486 fündig, ein Geschäft für seine Gemälde und Antiquitäten zu finden.
In Landsberg schuf nun Adolf Reidel unzählige Landschaftsbilder aus der Umgebung von Landsberg mit seinen reizvollen Lechlandschaften. Bereits 1947 unternahm Adolf Reidel mit dem hiesigen Maler Fritz Paulus eine Studienreise nach Italien an den Gardasee und nach Portofino. Im Rathaus gab es dann 1948 eine Viererausstellung Fritz Paulus, Schmals und Spring-Schmitt. Später zog Adolf Reidel dann in die Museumsstraße 7, dem Künstlerhaus der Malerin Spring-Schmitt. Adolf Reidel war auch Mitglied Künstlergilde Landsberg und beteiligte sich bei den Jahresausstellungen. Langsam wurde es dann ruhiger um den Maler Adolf Reidel und er verstarb zurückgezogen 1972.
Seine naturgetreuen Werke mit breitem sicheren Pinselstrich geben den Bildern eine besondere Stimmung.
Es sind die ausgefallenen Motive, die den Künstler inspirieren, auch wenn es sich gelegentlich um religiöse Motive handelt wie einen Fronleichnamsumzug. Seine ausdrucksstarken Bilder, könnten auf eine akademische Malweise hindeuten, was aber nicht nachweisbar ist. Es tauchen nur hin und wieder Gemälde dieses Malers auf, da sie fast nur in Privatbesitz zu finden sind.
Eine Signierung fand eigentlich immer erst bei Verkauf statt, so gibt es einige unsignierte Exponate. Auch sein Malstil ist ohne Signum sehr gut erkennbar und oft rückseitig beschrieben. Ein großer Nachlass an Photographien, Zeichnungen, Aquarellen und Ölgemälden befindet sich im Besitz des Stadtmuseums Landsberg.

## Werke in Museen
- Neues Stadtmuseum in Landsberg am Lech.
- Städt. Museen München Archiv Inv.Nr.GM 74/60.1, GM 74/60.2.

## Ausstellungen
- Historisches Rathaus in Landsberg 1948
- Jahresausstellung Künstlergilde Landsberg
- Galerie Helge Berg Landsberg 2016